# Rock amis
Ne doit pas être confondu avec Littlest Pet Shop (série télévisée d'animation, 2012).
Littlest Petshop
Rock amis ou Les Rock'amis (Littlest Pet Shop) est une série d'animation américano-canadienne en 80 épisodes de 12 minutes, réalisé par Xavier Picard et diffusée en 1995 en syndication.
En France, elle a été diffusée sur M6 et M6 Kid, puis rediffusée sur Mangas.

## Synopsis
Coincée entre de grands immeubles, c'est là que se trouve une petite animalerie pas comme les autres. En effet, à la "boutique de Bébert", ce ne sont pas des animaux ordinaires que l'on y trouve, mais plutôt leur version miniaturisée ! Et oui, ici, il n'y a que de petits animaux, mais n'allez surtout pas le leur dire ! Il y a Caïd, le cheval super costaud au cœur d'or, mais imbu et très susceptible pour tout ce qui concerne sa taille ; Dégling, le singe gentiment maboul, qui ne parle pas mais qui peut reproduire tous les sons pour se faire comprendre ; Chloé, avec l'expérience de plusieurs vies passées dans la peau d'un chat, c'est le cerveau du groupe aux répliques acérées ; Mélodie, le lapin mélomane au rythme dans la peau et Taïaut, le chien rêveur d'aventures, et surtout le gourmand du groupe. Ils vivent ici même, dans une petite maison à leur taille, construite dans l'arbre poussant au milieu de la boutique.
Régulièrement, Albert, le propriétaire, reçoit d'étranges colis que sa mère, éternelle "globe-trotteuse", lui envoie de par le monde, la plupart du temps avec à l'intérieur d'autres mini-animaux. Il passe d'ailleurs son temps à bricoler des machines extraordinaires pour ses petits compagnons. Ajoutez à ça la présence dans le magasin de Liguane, ce reptile toujours affamé, et vous obtiendrez les aventures rocambolesques de nos petits amis. Heureusement que Arletta le perroquet est là pour sonner l'alerte quand l'iguane attaque et donc les empêcher de se faire dévorer ! Lors de leurs aventures, ils croiseront également la route de Major et Narcisse les hamsters, de cafards, d'autres animaux, et de "pauvres" humains désireux de les adopter.

## Fiche technique
- Titre original : Littlest Pet Shop (litt. « Le plus petit magasin d'animaux de compagnie »)
- Titre français : Rock amis ; Les Rock'amis (titre alternatif)
- Réalisation : Xavier Picard
- Scénario : Jean Chalopin
- Conception des personnages : Guillaume Lebois, Rudy Bloss, Jacky Clech, Jean-François Galataud
- Décors : Isabelle Clevenot, Thierry Coudert, Yannick Laffolas, Roland Sarvarie
- Musique : Giacomo Cosenza
- Production : Roy Wilson ; Joe Bacal, Jean Chalopin, Tom Griffin, C.J. Kettler (exécutifs)
- Société de production : Sunbow Productions
- Pays : États-Unis / Canada
- Langue : anglais
- Format : couleur - 35 mm - 1,33:1 - son mono
- Nombre d'épisodes : 80
- Durée : 12 min.
- Dates de première diffusion :  États-Unis : 16 octobre 1995 ;  France : 3 avril 1996

## Distribution

### Voix originales
- Lynda Boyd : Viv
- Garry Chalk : Sarge
- Babs Chula : Chloe
- Ted Cole : Squeaks
- Ian James Corlett : Elwood

### Voix françaises
- Blanche Ravalec : Narcisse / Chloé
- Alain Flick : Major
- Gérard Rinaldi : Taïaud

## Autour de la série
- La série est inspirée d'une ligne de jouets commercialisés par la société américaine Kenner.
- Une seconde série d'animation a été produite en 2012 et le nom original est conservé.